# 후룬호
훌룬호(Хөлөн нуур) 또는 달라이누르(Dalai nuur)는 내몽골 자치구에 위치한 호수이다. 중국의 5대 담수호 중 하나로 면적은 약 2,339km2이다. 새우, 진주, 가재 등이 생산된다. 호수는 중국의 주요 갈대 생산지 중 하나이다. 여름에는 베이징과 상하이의 실업가들을 위한 관광지이지만 다른 때에는 방문객들이 거의 없다. 호수는 만저우리에서 얼마 떨어져있지 않다. 호수 주변에 몇몇 마을이 있기는 하지만 만저우리가 어느 정도 규모가 있는 가장 가까운 도시이다.